# مانیتول هگزانیترات
مانیتول هگزانیترات (به انگلیسی: Mannitol hexanitrate) با فرمول شیمیایی C6H8N6O18 یک ترکیب شیمیایی است. که جرم مولی آن ۴۵۲٫۱۵۷۱۲ گرم بر مول می‌باشد. 